# Taha Hussein
Taha Hussein (Menia, 14 de noviembre de 1889-28 de octubre de 1973) fue un escritor egipcio, comúnmente llamado el «decano de las letras árabes» o «Qahir al-Zalam» (en español: el conquistador de la oscuridad). Nacido en Magaga, Menia, perdió la vista durante la infancia, pero a pesar de este impedimento siguió con sus estudios y acudió a la Universidad Al-Azhar de El Cairo, donde estudio Religión y Literatura. Acudió posteriormente a la Universidad Egipcia —cuando Al-Azhar se negó a entregarle el diploma— y allí se convirtió en el primer estudiante en obtener un doctorado. Más tarde continuó sus estudios en La Sorbona en París, especializándose en Historia antigua, Griego y Latín, y también consiguió un doctorado. En Francia conoció a la que sería su esposa.
A su regreso a Egipto trabajó como catedrático y publicó Fil-Shiʿir al-Gāhilī (Sobre la poesía pre-islámica), donde expresaba serias dudas sobre la autenticidad de la poesía árabe preislámica y algunos capítulos del Corán, lo que le acarreó críticas y rechazo, por los que más adelante perdería su puesto. Una de sus obras más conocidas llamada Mustaqbil al-thaqafa fi Misr (El futuro de la educación en Egipto) fue publicada en 1938.
Taha fue posteriormente rector de la Universidad de El Cairo, miembro de la Academia de la Lengua Árabe y ministro de educación de Egipto, desde donde logró que la educación básica se convirtiera en obligatoria y gratuita.
Su obra se enfoca a analizar la Literatura árabe, la Historia del islam, aunque también escribió de aspectos sociales y políticos. Entre otras cosas, también tradujo al árabe múltiples obras de la literatura de Europa. En 1973, recibió el Premio de Derechos Humanos de las Naciones Unidas, un reconocimiento otorgado por la Organización de las Naciones Unidas a las personas y organizaciones que hayan realizado aportes significativos en «la promoción y protección de los derechos humanos y las libertades fundamentales».
Impulsó la creación del Instituto Faruq I Estudios Islámicos de Madrid (1950), Taha Hussein fijó los objetivos de la institución:  
"Formar  un  equipo  de  egipcios  especializados  en  el  estudio  del  legado  cultural hispanomusulmán  en  colaboración  con  los  arabistas españoles  y  europeos,  extender estos  estudios  a  la  cultura  española  e  hispanoamericana  y,  finalmente,  contribuir  al estudio  del  legado  cultural  de  los  países  norteafricanos,  estrechamente  vinculado  a España a lo largo de la historia, desde la Antigüedad hasta la Edad Moderna"